# Pseudoscalibregma collaris
Pseudoscalibregma collaris är en ringmaskart som beskrevs av Levenstein 1975. Pseudoscalibregma collaris ingår i släktet Pseudoscalibregma och familjen Scalibregmatidae. Inga underarter finns listade i Catalogue of Life.